# Viken (Norge)
 For alternative betydninger, se Viken. (Se også artikler, som begynder med Viken)
Viken eller Vika er et historisk navn for området omkring Oslofjorden i dagens sydøstlige Norge og dele af vest-Sverige. Der har været spekulationer om ordet viking skulle betyde "person fra Viken". Gennem det meste af vikingetiden i det 8. og 9. århundrede var Viken formentlig kontrolleret af danske konger, som var meget opmærksomme på området, og udgjorde den nordligste danske provins. I slutningen af vikingetiden blev området en del af Norge. Den første norske konge til at tage kontrol over Viken kan have været Olav Tryggvason (norsk konge ca. 995–1000), men danske konger fortsatte med at gøre krav på Viken indtil kong Valdemar Sejr (død 1241).
59°20′N 10°30′Ø / 59.33°N 10.5°Ø